# إضاءة التريتيوم

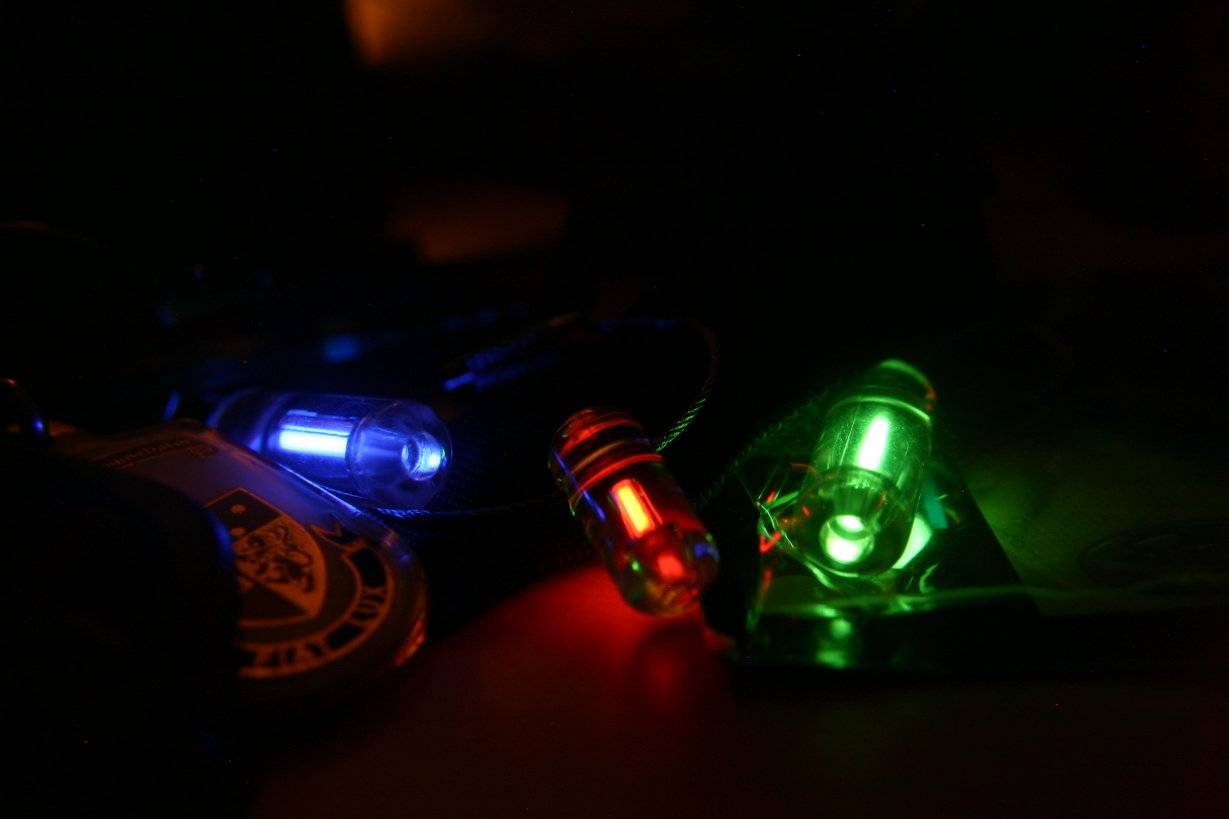
إضاءة التريتيوم

إضاءة التريتيوم هي إضاءة تعتمد على إشعاع نظير الهيدروجين المشع التريتيوم الغازي حيث يصدر إضاءة تدوم لعشرات السنين دون استخدام مصدر طاقة خارجي. يصدر التريتيوم إلكترونات نتيجة اضمحلال بيتا وعندما تصطدم هذه الإلكترونات بطبقة من مادة فسفورية ينتج ألق بعملية تسمى ضيائية إشعاعية. تستخدم إضاءة التريتيوم في الإشارة إلى مخارج الطوارئ. مؤخراً جرى استبدال مصادر الإضاءة التي تعتمد على الإشعاع بمصادر ضيائية ضوئية.

## السلامة
بتقرير صادر عام 2007 عن وكالة رعاية الصحة التابعة الحكومة البريطانية ذكر أن المخاطر الناتجة عن التعرض لإشعاع التريتيوم هي ضعف ما كان يعتقد سابقاً من قبل الهيئة الدولية للوقاية من الإشعاع.

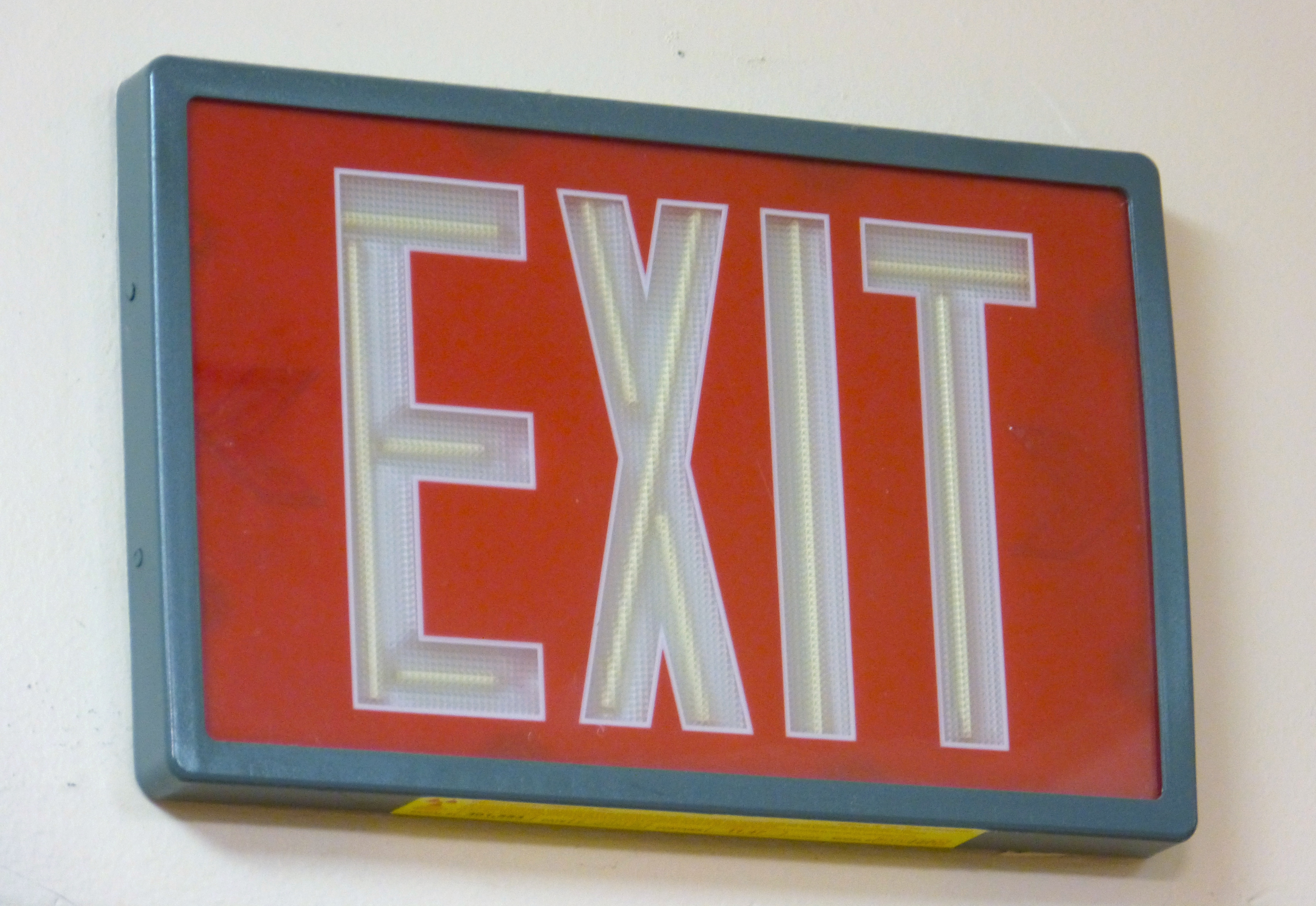
لافتة مخرج طوارئ مجهزة بإضاءة التريتيوم.